# Alright (Kris Kross-dal)
Az Alright az amerikai Kris Kross duó második Da Bomb albumáról kimásolt első kislemez.A dal aranylemez lett, és több mint 500.000 példányszámban kelt el.

## Tracklista

### A-oldal
1. "Alright" (Radio Version)- 4:04
2. "Alright" (LP Version)- 4:04

### B-oldal
1. "Alright" (Extended Remix)- 6:01
2. "Alright" (Instrumental)- 4:04
3. "DJ Nabs Break"- 1:47

## Slágerlista
| Slágerlista (1993)                           | Legmagasabb helyezés |
| -------------------------------------------- | -------------------- |
| Billboard Hot 100                            | 19                   |
| Billboard Hot R&B Singles                    | 8                    |
| Billboard Hot Rap Singles                    | 1                    |
| Billboard Rhythmic Top 40                    | 21                   |
| Billboard Hot Dance Music/Maxi-Singles Sales | 3                    |
| Billboard Dance Music/Club Play Singles      | 40                   |

| Slágerlista(1993)      | Helyezés |
| ---------------------- | -------- |
| U.S. Billboard Hot 100 | 85       |

## Külső hivatkozások
- A dal szövege Archiválva 2014. február 2-i dátummal a Wayback Machine-ben
- A videóklipje. YouTube
- Megjelenések a Discogs.com oldalon